# Kawabata Yasunari
Kawabata Yasunari (japansk:川端 康成) (født 11. juni 1899 i Osaka, død 16. april 1972 i Kamakura) var en japansk forfatter  af noveller og romaner. Han blev tildelt Nobelprisen i litteratur i 1968. 

## Biografi
Kawabata Yasunari fødtes 1899 som søn af en kultiveret læge. Han mistede tidligt begge forældre, sin søster og faderens forældre og flyttede da fra byen til en landsby, hvor han boede hos sin morfar. Da Kawabata var seksten år, døde morfaderen imidlertid også. Kawabata arvede penge nok til at kunne studere engelsk og japansk litteratur  ved universitetet i Tokyo 1920-1924.
Efter studierne påbegyndte Kawabata et forfatterskab samtidig med, at han arbejdede som journalist. Han debuterede i 1920'erne som novelleforfatter, da han sammen med andre forfattere i den nysensualistiske skole (shin-kankakuha) søgte at forny den efter deres mening stagnerende japanske skønlitteratur. Gennembruddet blev novellen "Den lille danserinde fra Izu" (伊豆の踊子) (udgivet 1926). 
I 1948 udkom romanen Sneens rige (雪国), der befæstede Kawabatas position som en førende kvindeskildrer. I fjorten år finpudsede han bogen. Senere værker er blandt andet romanerne Tusinde traner (千羽鶴) (om teceremonier) og Kyoto (古都), som udspilles i Kyoto, og handler om en forældreløs kvinde. I årene 1948-1965 var han formand for den japanske PEN-klub. Hans virke vakte også opmærksomhed i udlandet, og han fik tildelt Goethe-medaljen i Frankfurt am Main 1959.

I 1968 fik han Nobelprisen i litteratur for, som man udtrykte det, "hans fortællekunst, som med fin følelse udtrykker japansk væsen i dets egenart".
Kawabata døde 1972 i, hvad der antages at have været selvmord ved gasning.

## Forfatterskab
Kawabata Yasunaris æstetik kan forbindes både til den traditionelle japanske og til den vesterlandske, et møde han også behandler tematisk, men hans samtid i Vesten beundredede ham for orientalismen og den koncentrerede fremstilling. Mødet mellem kulturerne opstiller han som en parallel til den ældre traditionalisme og den moderne civilisation. 
Fortælleteknikken kendetegnes af minimalisme - Kawabata er en foregangsmand for denne stil - og et afskallet symbolsprog, som bærer præg af mystik. Sorgen er et ledemotiv i forfatterskabet, i særdeleshed gestaltet som tab gennem død og problemer med at opnå menneskelig kontakt, symboliseret ved forskellige situationer, hvor personerne kommer til kort følelsesmæssigt.